# Ga Thanh Khê
Ga Thanh Khê là một nhà ga xe lửa trên tuyến đường sắt bắc nam thuộc địa phận thành phố Đà Nẵng, tiếp nối sau ga Đà Nẵng và trước ga Lệ Trạch. Ga toạ lạc tại số 783 đường Trần Cao Vân, phường Thanh Khê Đông, quận Thanh Khê. Lý trình ga: Km 792 + 700.